# Reboly
Reboly (in finlandese Repola) è un insediamento della Repubblica di Carelia nella Federazione russa, al confine con la Finlandia. Nel 1926 l'insediamento aveva una popolazione di 1465 persone, mentre nel 2010 il numero di abitanti ammontava a sole 258 persone.

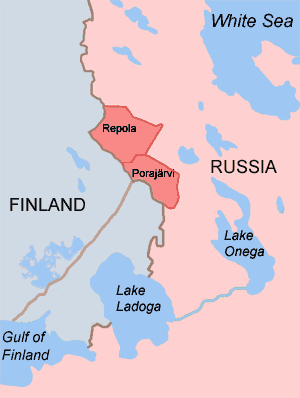
Reboly e Porosozero nel 1920. La linea più chiara mostra il confine tra Finlandia e Unione Sovietica dopo il 1940.

Il villaggio di Repola venne menzionato per la prima volta nel 1555; nel 1679 era il centro di un distretto composto da 23 insediamenti e 220 famiglie. La sua posizione sulla linea di confine tra l'allora Impero russo e i domini appartenenti al re di Svezia ne provocò spesso la distruzione ad opera dei distaccamenti svedesi. Nel diciannovesimo secolo Repola divenne un sito spesso visitato da studiosi nazionalisti finlandesi, come Elias Lönnrot, Matthias Castrén e D.E.D. Europaeus.
Dopo la dichiarazione di indipendenza della Finlandia, l'insediamento e il suo distretto divennero un problema nelle relazioni russo-finlandesi quando la sua popolazione, prevalentemente di etnia careliana, indisse un referendum nell'agosto 1918 per unirsi alla Finlandia.  L'esercito finlandese occupò Repola nell'ottobre dello stesso anno. Nel Trattato di Tartu, siglato nel 1920, la Finlandia rinunciò alle sue pretese su Repola e sul vicino villaggio di Porajärvi (l'odierna Porosozero) ricevendo in cambio la città di Petsamo nell'estremo nord, che venne annessa dalle truppe finlandesi nel 1918.
Il sentimento antisovietico a Repola era ancora forte e nel 1921, dopo che l'Armata Rossa riprese Repola e Porajärvi, gli attivisti filofinlandesi locali formarono un movimento di resistenza di breve durata noto come Metsäsissit (letteralmente Guerriglie della foresta). Insieme ai volontari finlandesi, furono fondamentali nella rivolta della Carelia orientale del 1921-1922.
Durante i negoziati precedenti alla Guerra d'Inverno, il governo sovietico offrì Repola e Porajärvi in cambio di un'area più piccola sull'istmo careliano . L'offerta venne respinta.
Reboly venne occupata dalla 14ª Divisione finlandese durante la Guerra di continuazione, fino a quando fu riconquistata dalle forze sovietiche.